# Nachhaltige Pflanzungen und Ansaaten

Beispiel für eine nachhaltige Pflanzung und Ansaat in einem Hausgarten (mit Acker-Glockenblumen, Muskatellersalbei und Nachtkerzen)

Mit dem Begriff nachhaltige Pflanzungen und Ansaaten werden naturnahe Pflanzungen und Ansaaten bezeichnet, die dem Leitgedanken der Nachhaltigkeit bei gärtnerischen Situationen entsprechen, und die im Sinne des Naturgartens überwiegend aus in Mitteleuropa heimischen Wildpflanzen bestehen.

## Besonderheiten und Voraussetzungen
Nachhaltige Pflanzungen und Ansaaten gelten insbesondere als dauerhaft und langlebig, wobei der Zeitraum von den biologisch-genetischen Eigenschaften der verwendeten Pflanzen abhängt. Dabei haben Einjährige naturgemäß eine kürzere Lebensspanne als zweijährige Arten oder dauerhafte Stauden, Gehölze oder Zwiebeln. Ein entscheidendes Merkmal ist, dass nachhaltige Pflanzungen und Ansaaten sich durch generative und vegetative Vermehrung im Laufe der Jahre immer wieder selbst vermehren. Voraussetzung dafür sind die Verwendung von heimischen Arten und ihren naturnahen fertilen Sorten, da nur diese blühen und fruchten, das heißt, sie bilden Samen, aus denen sich die Bestände eigenständig und regelmäßig erneuern können. Aufgrund von vorliegenden Praxiserfahrungen gelten dabei heimische Arten in der Regel gegenüber gezüchteten Sorten als überlegen. Nicht heimische Zierpflanzen werden dagegen als eher ungeeignet angesehen, weil deren Arten sich meistens nicht vermehren.
Als Voraussetzung für die Realisierung von nachhaltigen Pflanzungen und Ansaaten gelten unter anderem:

Als „Pionierpflanzen“ können z. B. Nachtkerzen gepflanzt oder gesät werden.

- eine bauliche Umsetzung nach den Grundsätzen und Richtlinien des Naturgartenbaues, wie sie etwa von den Fachbetrieben für naturnahes Grün vorgelegt werden, und bei denen hauptsächlich regionale Baustoffe und Materialien verwendet werden,[6]
- in der Regel unkrautfreie Ausgangsböden, um artenreiche, vielfältige und abwechslungsreiche und langfristig stabile Verhältnisse zu erzeugen,[2]
- eine weitgehende oder überwiegende Verwendung von heimischen Pflanzen gemäß den entsprechenden Veröffentlichungen des Bundesamtes für Naturschutz (BfN)[3][7], sowie
- eine besonders artenreiche und vielfältige Flora, welche in der Regel aus Pflanzungen und Ansaaten mit Ein- und Zweijährigen oder Stauden, Blumenbeete aller Standorte, Wildblumensäume, Blumenwiesen, Blumenschotterrasen, Blumenkräuterrasen, sowie Zwiebel-, Stauden- und Gehölzpflanzungen besteht.[2][8]

Kennzeichen aller nachhaltigen Pflanzungen ist eine mehr oder weniger große natürliche Dynamik, das heißt die ursprünglich gepflanzten oder gesäten Arten können sich verändern, neue Arten können hinzukommen und bestehende verschwinden. Zum Erhalt wird eine schonende, naturgemäße nachhaltige Pflege für erforderlich gehalten, die in den ersten ein bis drei Jahren mit einer Entwicklungspflege beginnen, und dann in eine Dauerpflege übergehen sollte. In naturnahen Anlagen werden dabei alle Pflanzen als Teil eines dynamischen Prozesses verstanden, der sich ständig verändernde Muster erzeugt: „Es kann weder ein Anfangsbild beibehalten noch ein Endbild formuliert werden“.

## Arten und Überlebensstrategien

### Arten
Nachhaltige Pflanzungen erfordern fundierte Kenntnisse der Arten und ihres Verhaltens unter unterschiedlichen Bedingungen. Besondere Bedeutung haben dabei ihre natürlichen Verbreitungs- und Überlebensstrategien, wie sie zum Beispiel der englische Pflanzenökologe John Philip Grime formuliert hat. Dabei wird zwischen „Pionieren“, „konkurrenzstarken“ und „stresstoleranten Arten“ unterschieden. Nach Meinung von Wildpflanzenpraktikern ist noch eine vierte Strategie bedeutsam, die der „Konkurrenzschwachen“. Viele Arten sind Mischtypen, sie weisen verschiedene Strategien gleichzeitig auf.
Ausgehend von diesen Verbreitungs- und Überlebensstrategien, unterscheidet man bei nachhaltigen Pflanzungen und Ansaaten folgende Grundtypen heimischer Wildpflanzen, wobei manche Arten infolge mehrerer Strategie-Merkmale nicht eindeutig zugeordnet werden können. Neben den nachfolgend genannten Beispielarten lassen sich alle heimischen Wildpflanzen einer oder mehrerer dieser Überlebensstrategien zuordnen.

### Überlebensstrategie„Pioniere“
Auswahl von heimischen Wildpflanzen, die nach ihrer Verbreitungs- und Überlebensstrategie den „Pionier-Arten“ zugerechnet werden:
Färberkamille (Anthemis tinctoria) • Wundklee (Anthyllis vulneraria) • Wilde Möhre (Daucus carota) • Natternkopf (Echium vulgare) • Margerite (Leucanthemum vulgare) • Kuckucks-Lichtnelke (Lychnis flos-cuculi) • Moschus-Malve (Malva moschata) • Nachtkerzen (Oenothera) • Klatschmohn (Papaver rhoeas) • Einjähriges Rispengras (Poa annua) • Gelbe Resede (Reseda lutea) • Wiesen-Bocksbart (Tragopogon pratensis) • Hasenklee (Trifolium arvense) • Purpur-Königskerze (Verbascum phoeniceum)

### Überlebensstrategie„Konkurrenzstarke“
Auswahl von heimischen Wildpflanzen, die nach ihrer Verbreitungs- und Überlebensstrategie den „konkurrenzstarken Arten“ zugerechnet werden:
Giersch (Aegopodium podagraria) • Gemeiner Odermennig (Agrimonia eupatoria) • Gewöhnlicher Glatthafer (Arrhenatherum elatius) • Gemeine Akelei (Aquilegia vulgaris) • Gewöhnlicher Wasserdost (Eupatorium cannabinum) • Warzen-Wolfsmilch (Euphorbia verrucosa) • Goldnessel (Galeobdolon luteum) • Gewöhnlicher Blutweiderich (Lythrum salicaria) • Wimper-Perlgras (Melica ciliata) • Dornige Hauhechel (Ononis spinosa) • Wilder Majoran (Origanum vulgare) • Wilde Pastinake (Pastinaca sativa) • Klappertöpfe (Rhinanthus) • Quirlblütiger Salbei (Salvia verticillata) • Gewöhnliches Seifenkraut (Saponaria officinalis) • Bunte Kronwicke (Securigera varia) • Jakobs-Kreuzkraut (Senecio jacobaea) • Rainfarn (Tanacetum vulgare) • Pracht-Königskerze (Verbascum speciosum) • Langblättriger Ehrenpreis (Veronica longifolia)

### Überlebensstrategie„Stresstolerante“
Auswahl von heimischen Wildpflanzen, die nach ihrer Verbreitungs- und Überlebensstrategie den „stresstoleranten Arten“ zugerechnet werden:
Edle Schafgarbe (Achillea nobilis) • Berg-Lauch (Allium montanum) • Schnittlauch (Allium schoenoprasum) • Gold-Aster (Aster linosyris) • Ochsenauge (Buphthalmum salicifolium) • Spornblumen (Centranthus ruber) • Karthäuser-Nelke (Dianthus carthusianorum) • Wasser-Minze (Mentha aquatica) • Kleine Traubenhyazinthe (Muscari botryoides) • Gagelstrauch (Myrica gale) • Königsfarn (Osmunda regalis) • Gewöhnlicher Tüpfelfarn (Polypodium vulgare) • Ähriger Ehrenpreis (Veronica spicata)

### Überlebensstrategie„Konkurrenzschwache“
Auswahl von heimischen Wildpflanzen, die nach ihrer Verbreitungs- und Überlebensstrategie den „konkurrenzschwachen Arten“ zugerechnet werden:
Elfenkrokus (Crocus tommasinianus) • Sprossende Felsennelke (Petrorhagia prolifera) • Pfirsichblättrige Glockenblume (Campanula persicifolia) • Goldlack (Erysimum cheiri) • Ausdauernder Lein (Linum perenne) • Purpur-Leinkraut (Linaria purpurea) • Prachtnelke (Dianthus superbus) • Bunte Schwertlilie (Iris variegata)

Beispiel für „Pioniere“: Kuckucks-Lichtnelke
Beispiel für „Konkurrenzstarke“: Pracht-Königskerze
Beispiel für „Stresstolerante“: Karthäuser-Nelke
Beispiel für „Konkurrenzschwache“: Ausdauernder Lein

## Vorkommen
Das Thema Nachhaltigkeit spielt in der gärtnerischen Praxis eine zunehmend größere Rolle. Ein wesentlicher Grund dafür ist, dass nachhaltige Pflanzungen und Ansaaten mit heimischen Arten in der Regel dauerhafter und pflegeleichter, und damit meistens auch kostengünstiger als bisherige Begrünungskonzepte sind. Das macht sie attraktiv für öffentliche Parks und Grünanlagen: Nachhaltige Begrünungen mit heimischen Arten werden seit etwa Mitte der 1990er-Jahre von vielen kommunalen Grünflächenämtern umgesetzt, etwa in Großstädten wie Hamburg, Karlsruhe, München oder Stuttgart, aber auch in kleineren Gemeinden wie Haar, Murnau am Staffelsee, Ottenhofen oder Rüsselsheim am Main.
Bei den sogenannten Natur-Erlebnis-Räumen sind nachhaltige Pflanzungen und Ansaaten zwingender Bestandteil dieser Form der naturnahen Gestaltung von Schulhöfen, Kindergärten und Spielplätzen. Darüber hinaus werden mittlerweile auch Industrie- und Gewerbebegrünungen als nachhaltige Grünflächen konzipiert und ausgeführt, wie Praxisbeispiele zeigen.

Kleine Traubenhyazinthen weisen eine „stresstolerante Überlebensstrategie“ auf.

Im Gartenbereich, insbesondere in Hausgärten und Ziergärten, teils auch in Nutzgärten und Kleingärten, setzt sich die Erkenntnis der Nachhaltigkeit gerade erst durch; verstärkt natürlich im Naturgarten, wo von vornherein mit heimischen Pflanzen gearbeitet wird. Dazu tragen unter anderem verschiedene Publikationen und Berichterstattungen in den Medien bei, sowie die Arbeit von Naturschutzorganisationen und verwandten Vereinen, wie zum Beispiel der Naturgarten e. V. (Verein für naturnahe Garten- und Landschaftsgestaltung).
Bei den Naturgartentagen, die jährlich in der Bildungsstätte des Deutschen Gartenbaus im hessischen Grünberg stattfinden, wurde das Thema Nachhaltigkeit in den letzten Jahren regelmäßig behandelt. So wurden zum Beispiel bei den Naturgartentagen 2007 nachhaltige Pflegestrategien vorgestellt, welche die Verbreitungs- und Überlebensstrategien der Pflanzen berücksichtigen.